# Ивашкин-Потапов, Модест Александрович
Моде́ст Алекса́ндрович Ива́шкин-Пота́пов (1842—1917) — командир Собственного Е. И. В. Конвоя в 1878—1887 годах, генерал-майор.

## Биография
Из дворян Тульской губернии. Сын отставного поручика Смоленского уланского полка Александра Петровича Ивашкина (и через него возможно внук Ивашкина Петра Алексеевича (1762—1823) (генерал-майор, в 1808—1813 годах московский обер-полицмейстер)). С малолетнего возраста состоял на попечении будущего генерала А. Л. Потапова.
Воспитывался в Николаевском училище гвардейских юнкеров, по окончании которого 13 июня 1862 года выпущен был офицером в лейб-гвардии Гродненский гусарский полк. Участвовал в кампании против польских повстанцев 1863—1864 годов. В 1866 году был произведен в штабс-ротмистры. В 1871 году, в чине ротмистра, командовал 2-м эскадроном Гродненских гусар. В 1875 году был произведен в полковники, командовал 2-м дивизионом полка. В 1876—1877 годах состоял при императорском посольстве в Вене. В 1877 году был пожалован во флигель-адъютанты.
В 1878 году был официально усыновлен бездетным генералом Потаповым и получил Высочайшее разрешение именоваться Ивашкиным-Потаповым.
13 августа 1878 года назначен командиром Собственного Е. И. В. Конвоя. 30 августа 1887 года зачислен в запас гвардейской кавалерии генерал-майором, с оставлением в списках Конвоя. По выходе в запас поселился в родовом имении Потаповых «Семидубравное» Землянского уезда Воронежской губернии. В 1911 году принимал участие в параде и юбилейных торжествах по случаю столетия Конвоя. Умер в 1917 году.
Жена (с 07.11.1865) — баронесса Анна Павловна Корф, дочь генерал-лейтенанта П. И. Корфа. По словам современника, баронесса была дурна и старее своего жениха. Свадьба их была в Варшаве и замечательна тем, что «родителями невесты приглашено было до 400 особ обоего пола, которые и присутствовали при венчании в православной церкви в Замке и после венца посаженным отцом графом Ф. Бергом были потчиваны шампанским, а потом вся эта орда отправилась в дом Корфа и там угощалась сластями и шампанским».

## Награды
- Орден Святой Анны 4-й ст. с надписью «за храбрость» (1863)
- Орден Святого Станислава 3-й ст. с мечами и бантом (1864)
- Орден Святого Станислава 2-й ст. с мечами (1870)
- Орден Святой Анны 2-й ст. (1874)
- Орден Святого Владимира 3-й ст. (1881)

Иностранные:
- французский Орден Почетного легиона, офицерский крест (1876)
- черногорский Орден Князя Даниила I 2-й ст. со звездою (1882)
- японский Орден Восходящего солнца 3-й ст. (1882)
- шведский Орден Меча, командорский крест 1-го класса (1883)
- саксен-веймарский Орден Белого сокола, командорский крест 1-го класса (1884)
- гессенский Орден Филиппа Великодушного 1-го класса (1884)
- саксен-альтенбургский Орден Эрнестинского дома, командорский крест 1-го класса со звездою (1884)
- итальянский Орден Святых Маврикия и Лазаря, командорский крест (1885)
- персидский Орден Льва и Солнца 2-й ст. со звездою (1885)